# İspençe
L'ispençe o ispendje era una tassa riscossa sui non musulmani nell'Impero ottomano.
La tassa era raccolta dagli spahi, solitamente 25 akçe per famiglia, indipendentemente dalla ricchezza di una singola famiglia. Era più alta delle tasse pagate dai musulmani, e quindi uno dei motivi di conversione di una grande percentuale di cristiani all'Islam.
L'ispençe era una tassa fondiaria sui non musulmani in alcune parti dell'Impero ottomano e la sua controparte, per i contribuenti musulmani, era il resm-i çift, che era fissato a un'aliquota leggermente inferiore. L'erario era ben consapevole della differenza nelle entrate fiscali e dell'incentivo alla conversione. Le riforme giuridiche di Bayezid II dimezzarono alcune sanzioni penali sui contribuenti non musulmani "in modo che i contribuenti non scomparissero"; questa regola fu riconfermata un secolo dopo, nel 1587. In altri casi, le tasse locali furono imposte ai non musulmani specificamente per incoraggiare la conversione.
L'ispençe esisteva nei Balcani prima della conquista ottomana. L'Impero ottomano in genere adattava le tasse e le istituzioni locali in ogni area conquistata, portando a un mosaico di tasse e di aliquote diverse. Il concetto di "İspençe", teoricamente un pagamento in sostituzione del corvée, derivava dal bizantino "zeugaratikion", una tassa fondiaria basata sullo zeugarion, l'area di terreno agricolo che poteva essere arata da una coppia di buoi. Lo stesso zeugarion fu ripreso come l'ottomano "çift", una parola che significa "coppia".

## Variazione
Nonostante le tasse venissero fissate centralmente dalla Porta, c'era qualche variazione locale. Intorno al 1718 il kadı di Janjevo si lamentò con Costantinopoli che il signore locale avesse fissato l'ispençe a 80 akçe all'anno anziché al tasso ufficiale di 32.
Come con altre tasse ottomane, c'erano varie esenzioni e scappatoie. I cacciatori reali, che fornivano alla corte uccelli da preda, avevano un'esenzione dall'ispençe (e da altre tasse) e potevano trasferire il lavoro e l'esenzione fiscale ai figli. C'erano anche alcune esenzioni per coloro che non potevano lavorare la loro terra a causa della disabilità, anche se ci si aspettava che gli anziani avrebbero avuto figli in grado di lavorare e quindi di pagare l'ispençe.
La tassa era pagata da capifamiglia maschi adulti. In Morea aumentò a 25 akce (da 20) tra il 1480 e il 1512, e rimase ad un livello simile da allora, (per la maggior parte), confermato dal tahrir del 1583. Le vedove, tuttavia, potevano pagare un'aliquota ridotta e gli ebrei potevano anche pagare 125 akce.